# Yusuke Nakatani
Yusuke Nakatani (Kyoto, 22 september 1978) is een Japans voetballer.

## Carrière
Yusuke Nakatani speelde tussen 1997 en 2010 voor Nagoya Grampus Eight, Urawa Red Diamonds, Kawasaki Frontale, Kashiwa Reysol en Kyoto Sanga FC. Hij tekende in 2013 bij Khonkaen FC.